# مرت هاکان یانداش
مرت هاکان یانداش (ترکی استانبولی: Mert Hakan Yandaş؛ زادهٔ ۱۹ اوت ۱۹۹۴) بازیکن فوتبال اهل ترکیه است.
از باشگاه‌هایی که در آن بازی کرده‌است می‌توان به باشگاه فوتبال سیواس‌اسپور و باشگاه فوتبال فنرباغچه اشاره کرد.
وی همچنین در تیم ملی فوتبال ترکیه بازی کرده‌است.